# Andrij Woronin
Andrij Wiktorowytsch Woronin (ukrainisch Андрій Вікторович Воронін, englisch Andriy Viktorovych Voronin; russisch Андрей Викторович Воронин ‚Andrei Wiktorowitsch Woronin‘; gebräuchlich auch Andrey Voronin; * 21. Juli 1979 in Odessa) ist ein ukrainischer Fußballtrainer und ehemaliger Fußballspieler.

## Karriere

### Vereine
Woronin spielte in der Jugend für Tschornomorez Odessa, bis er 1995 zu Borussia Mönchengladbach wechselte, für die er bis zum Jahr 2000 neun Ligaspiele absolvierte. Für seinen nächsten Verein, den 1. FSV Mainz 05 (2000 bis 2003), wurde er in der Saison 2002/2003 mit 20 Toren Torschützenkönig der 2. Bundesliga. Danach stürmte er für den 1. FC Köln (2003 bis 2004) und Bayer 04 Leverkusen (2004 bis 2007).
Im Februar 2007 kündigte Woronin seinen Wechsel zum englischen Premier-League-Klub FC Liverpool an. Dort erhielt er einen Vierjahresvertrag. Nach seinen Leistungen beim FC Liverpool schrieb man ihm den Titel des zweitbesten ukrainischen Stürmers nach Andrij Schewtschenko zu. Am 1. September 2008 wurde Woronin bis zum Ende der Saison 2008/09 an Hertha BSC ausgeliehen. Dort trug er Anfang 2009 unter anderem mit acht Treffern in sechs aufeinanderfolgenden Bundesligaspielen zur zwischenzeitlichen Übernahme der Tabellenführung bei. Nach der Spielzeit 2008/09 kehrte Woronin wieder nach Liverpool zurück, da Hertha BSC durch das Verpassen der Qualifikation zur Champions League nicht die nötigen finanziellen Mittel hatte, ihn fest zu verpflichten.
Im Januar 2010 wechselte Woronin für drei Jahre zu Dynamo Moskau, da er beim FC Liverpool unter Trainer Rafael Benítez nur noch wenige Einsätze hatte und keine Perspektive mehr sah. In der Sommerpause 2012 verlieh ihn Dynamo Moskau für ein Jahr an Fortuna Düsseldorf. Sein Pflichtspieldebüt für die Fortuna gab er beim 1:0-Sieg im DFB-Pokal gegen Wacker Burghausen am 19. August 2012. Woronin lief damit in seiner Karriere für alle vier großen rivalisierenden Vereine im Rheinland auf. Sein Vertrag bei Dynamo Moskau wurde wegen anhaltender Verletzungsprobleme im Juni 2014 nicht verlängert; er war seitdem vereinslos. Im Februar 2015 beendete er seine aktive Spielerkarriere.

### Nationalmannschaft
Von 2002 bis 2012 war Woronin ukrainischer Nationalspieler. Höhepunkt seiner Nationalmannschaftskarriere war die Teilnahme an der Fußball-Weltmeisterschaft 2006, bei der er in vier von fünf Spielen zum Einsatz kam, aber kein Tor erzielte. Das Erreichen des Viertelfinales, in dem die Mannschaft an Italien scheiterte, war der bis dahin größte Erfolg der ukrainischen Fußballgeschichte.
Nach der Europameisterschaft 2012 beendete Woronin seine Karriere in der Nationalmannschaft.

## Trainerkarriere
Von Januar bis Juni 2017 war Woronin Trainer des Bezirksligisten FC Büderich.
Seit dem 14. Oktober 2020 war er an der Seite von Sandro Schwarz bei FK Dynamo Moskau Co-Trainer. Am 24. Februar 2022, dem Tag des Überfalls Russlands auf die Ukraine, verließ Woronin mit einem der letzten möglichen Flugzeuge Moskau in Richtung Düsseldorf.

## Auszeichnungen
- Fußballer des Jahres in der Ukraine 2011

## Sonstiges
Woronin hat drei Kinder und ist zum zweiten Mal verheiratet.